# Gymnoscelis nasuta
Gymnoscelis nasuta là một loài bướm đêm trong họ Geometridae.